# 文奇納
文奇納（波蘭語：Łęczna，[ˈwɛnt͡ʂna]）是波蘭的城鎮，位於該國東部，由盧布林省負責管轄，面積19平方公里，主要經濟活動是煤礦業，2006年人口21,689。在第三次瓜分波蘭中，該鎮在1795年被納入奧地利管治範圍。

## 外部連結
- Official Łęczna Homepage （页面存档备份，存于）